# Schneckenzucht

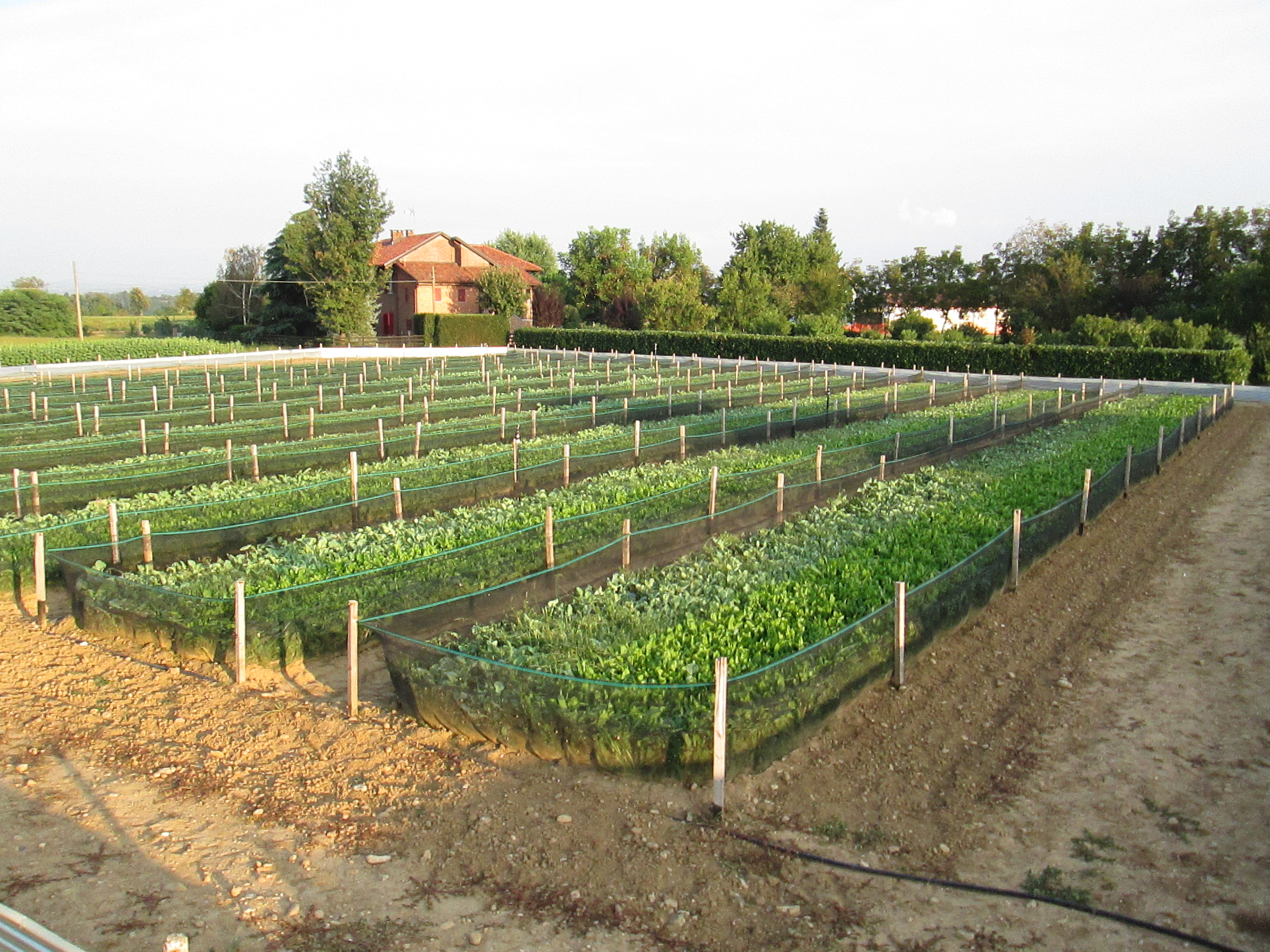
Schneckenzucht

Schneckenzucht (Helizikultur) ist die Aufzucht von Landgehäuseschnecken zur Produktion von Schnecken als Lebensmittel.
Der römische Schriftsteller Marcus Terentius Varro berichtet (Varro Rust. 3,XIV), dass schon in der Antike Landwirte gewinnbringend Schnecken züchteten. Heute wird die Schneckenzucht vor allem in Frankreich betrieben, teils gewerblich, teils von Vereinen ähnlich den deutschen
Kleintierzuchtvereinen. Oft werden dazu alte Weinkeller genutzt. Ideal ist eine Temperatur von 20 °C bei einer konstanten Luftfeuchtigkeit von 95 % und 16 Stunden Beleuchtung pro Tag.

## Der Zyklus der Schneckenzucht
Schnecken halten einen Winter- bzw. Sommerschlaf; die Schneckenzucht geht daher zyklisch vonstatten.

### Eiablage
Die Aufzucht beginnt mit dem kontrollierten Zusammenbringen
geschlechtsreifer Schnecken der gleichen Spezies zur Paarungszeit. Die Geschlechtsreife der Schnecke beginnt nach einigen Lebensjahren. Die Paarungszeit beginnt im späten Frühjahr bis frühen Sommer (ab März) für nördliche Regionen und wiederholt sich ein zweites Mal oder mehrfach in tropischem Klima. Die Paarung dauert einige Stunden und erfolgt für die Zucht kontrolliert in kleinen erdgefüllten Kunststoffgefäßen in vergitterten Behältern. Die Erdschicht sollte, da die Eier in einer bestimmten Tiefe abgelegt werden, eine Dicke von fünf bis acht Zentimeter aufweisen. Nach etwa vier bis sechs Wochen folgt die Eiablage, die ca. 3 mm großen Jungschnecken (bis zu 70 pro Gelege sind möglich) schlüpfen etwa zwei Wochen danach.

### Anzucht der Jungschnecken
Die jungen Schnecken werden in flachen Behältern oder in kleinen Kunststoffdosen drei bis vier Wochen angezüchtet. Danach werden sie zum ersten Mal umgesetzt, entweder direkt ins Freiland oder in größere Behälter. Dies können beispielsweise Batterien horizontaler zylindrischer Zuchtbehälter sein, durch deren Achsen Drehregner zum Feuchthalten führen.

### Fertigzucht
Zur vollen Größe wachsen die Schnecken in 'Freigehegen' heran. Diese können entweder wirklich unter freiem Himmel liegen (durch Vogelnetze gesichert) oder auch Zuchttische in Innenräumen sein. Unter Schwachstrom gesetzte Blechstreifen verhindern das Wegkriechen der Tiere.
Auch bei der reinen Kellerzucht kommt es vor, dass die Schnecken zeitweilig zum Weiden ins Freiland gebracht werden.

### Ernte
Ausgewachsene Schnecken erkennt man daran, dass sie einen festen, aufgewölbten Gehäuserand entwickelt haben. Etwa 10 bis 14 Wochen nach dem Schlüpfen kann man die ersten von ihnen absammeln. Die Ernte wird etwa drei Monate lang fortgesetzt, bis alle Tiere ausgewachsen sind.

### Überwintern / Übersommern
Die schönsten und größten Schnecken werden nicht verzehrt, sondern in speziellen Kisten überwintert bzw. übersommert, um sich im nächsten Jahr wieder fortzupflanzen.

## Arten
Die Weinbergschnecke (Helix pomatia) gilt zwar als die beste Schnecke, ihre Zucht ist jedoch teurer, da die Tiere später geschlechtsreif werden.
Die Gefleckte Weinbergschnecke (Helix aspersa), eine kleinere und weniger langlebige Schnecke, ist daher in der Schneckenzucht verbreiteter. Langjährige Zuchtwahl hat Helix-aspersa-Rassen hervorgebracht, die ein ähnlich großes und schönes Gehäuse haben wie die Weinbergschnecke, sich aber problemlos züchten lassen.

## Futter
Zwar ist Grünfutter für die Schneckenzucht eigentlich ideal; oft wird aber hauptsächlich oder ausschließlich spezielles Schneckenkraftfutter aus Mehl, Stärke, gemahlenen Hülsenfrüchten, Vitaminen und Spurenelementen verfüttert.
Auch können die Schnecken mit Gurkenscheiben und Apfelstückchen gefüttert werden. Zusätzlich fressen sie Löwenzahn sehr gern.

## Probleme
Bei freilebenden Schnecken ist Parasitenbefall eher selten, in Massen gehalten kommt bei Zuchtschnecken insbesondere der Befall mit Ricardoella limacum, einer speziellen Art von Milben, häufig vor und kann sich bis zur Plage im Bestand ausweiten. Die Milben leben meist in der Atemhöhle der Schnecken, können sich jedoch auch in deren Körper bohren. Bei den Schnecken kommt es bei starkem Milbenbefall zu Appetitlosigkeit, Apathie und nach wenigen Wochen zum Tod. Da bei Zuchtschnecken Parasiten nicht behandelt werden, werden die Schädlinge mit verarbeitet. Für den Menschen ist dies jedoch nicht schädlich.